# Gesellschaft zur Förderung der Rundfunkversorgung
Die Gesellschaft zur Förderung der Rundfunkversorgung (GARV) mbH wurde am 22. Dezember 1993 in der Rechtsform einer GmbH gegründet. Sie entstand als gemeinsame Gesellschaft des Ostdeutschen Rundfunks Brandenburg, ORB, der Landesrundfunkzentrale Mecklenburg-Vorpommern (LRZ), und der Medienanstalt Berlin-Brandenburg, MABB und hatte ihren Sitz in Berlin. Nach der Fusion des SFB und des ORB zum Rundfunk Berlin-Brandenburg, RBB, übernahm dieser die Beteiligung an der GARV weiter.

## Aufgaben
Auf Grundlage der für die jeweiligen Bundesländer geltenden medien- und landesrundfunkrechtlichen Vorgaben, auch der des Rundfunkstaats- vertrages, entstand eine Vielzahl an Aufgaben für die GARV. Zum einen die Förderung der Rundfunkversorgung in den Ländern Berlin, Brandenburg und Mecklenburg-Vorpommern. Die Wahrnehmung der gemeinsamen Interessen der Gesellschafter auf dem Gebiet der Rundfunkversorgung.
Die Gesellschaft wirkte mit an weiteren Aufgaben im Bereich der Massenmedien- und Telekommunikationsentwicklung und erbrachte Dienstleistungen für Dritte, u. a. gehörten dazu, das Anmieten und Betreiben von Sendernetzen sowie die Beteiligung an Gesellschaften mit solchen Aufgabenstellungen.
Somit trug die GARV dem Aufbau neuer Übertragungskapazitäten und deren Koordination Rechnung, um eine flächendeckende Empfangbarkeit privater und öffentlich-rechtlicher Radio- und TV-Programme zu ermöglichen. Auch verbesserte die Gesellschaft die Infrastruktur der Länderregionen. Die GARV hat Pilotprojekte mit neuen digitalen Techniken mitinitiiert und gesteuert, sie koordinierte die technische Seite der Umstellung von analoger zu digitaler Rundfunkverbreitung. Auch für den Auf- und Ausbau verschiedener Übertragungswege, wie DVB-T, DAB und DVB-H war diese Gesellschaft verantwortlich und hat diesen vorangebracht. Daneben ermittelte die GARV Empfangsprognosen für die Rundfunkempfang.

## Organigramm
Die GARV wird durch ihre in der Gesellschafterversammlung vertretenen Mitglieder vertreten: Hans Hege (Direktor der MABB und Vorsitz der GV), Hannelore Steer (ORB/RBB-Hörfunkdirektorin) und Joachim Steinmann (Direktor der LRZ). Geschäftsführer seit Gründung war Uwe Hense. 

## DAB-Pilotprojekt
Innerhalb ihres Aufgabenbereiches wurde ein sehr signifikantes Pilotprojekt durch die GARV durchgeführt. Dazu gehörte die erfolgreiche Erprobung aller wesentlichen Komponenten des komplexen Systems DAB im Pilotprojekt. Im Zeitraum von 1995 bis 1997 wurde ein neues digitales Hörrundfunksystem aufgebaut. 1997 war schon der Empfang von mehr als 26 Hörfunkprogrammen in CD-ähnlicher Qualität möglich. Eingeschlossen die Übertragung von zentral oder regional eingespeisten programmabhängigen und programmunabhängigen Zusatzdaten, einschließlich eines DAB-gestützten dynamischen Navigationssystems. Dieses Pilotprojekt wurde im Juni 1998 erfolgreich abgeschlossen. Für die Koordinierung aller Aufgaben im Pilotprojekt wurde ein gemeinsames Projektbüro von Deutsche Telekom, MABB und GARV eingerichtet. 
Es gelang die erstmalige Realisierung funktionstüchtiger Gleichwellennetze im L-Band.
Durch die Realisierung unterschiedlich großer Gleichwellennetze im L-Band konnte eine qualitativ hochwertige Versorgung im topographisch und morphologisch schwierigen Agglomeration Berlin mit der spezifischen Bebauungssituation der Hauptstadt bereitgestellt werden.
Zum Abschluss des Pilotprojektes gab es in digitaler Qualität folgende DAB-Gleichwellennetze für eine Versorgung mit 26 Hörfunkprogrammen 
- Frequenzblock der Telekom im L-Band LE für Brandenburg, bestehend aus 8 Sendern und einer technischen Reichweite der Bevölkerung von 86 % sowie der Fläche von 38 %.
- Frequenzblock der Telekom im VHF-Bereich K12D für Brandenburg, bestehend aus 3 Sendern und einer technischen Reichweite der Bevölkerung von 70 % sowie einer Fläche von 22 %.
- Frequenzblock der Telekom im L-Band LI für Berlin, bestehend aus 2 Sendern und einer technischen Reichweite der Bevölkerung von 95 % sowie der Fläche von 89 %.
- Frequenzblock des Sender Freies Berlin SFB und Deutschlandradio im VHF-Bereich K8C, bestehend aus 2 Sendern.

## DVB-T Pilotprojekt
Auch für die digital- terrestrische Fernsehverbreitung führte die GARV ein Pilotprojekt durch. Nach der erfolgreichen Zusammenarbeit im DAB-Projekt, erklärte die MABB und die DTAG Mitte 1996 die Absicht zur Durchführung eines Projekts zur Erprobung des digitalen terrestrischen Fernsehsystems DVB-T in der Region Berlin-Potsdam. Der Versuchsbetrieb begann zur IFA 1997. Erste planungstechnische Konzepte folgten. Die gemeinsamen Aktivitäten mündeten nunmehr im ersten offiziellen Start eines DVB-T-Sendebetriebs auf den vier TV-Kanälen 43, 46, 59 (Senderbetreiber DTAG) und 37 (Senderbetreiber SFB). Zeitgleich schlossen MABB und DTAG eine schriftliche Vereinbarung zur Durchführung des Projekts DVB-T in Berlin-Brandenburg, die den Rahmen der bis Ende 1999 datierten Projektlaufzeit absteckt.
Hauptziel des Projekts war es, eine optimale technische Basis für die komplexe Erprobung und künftige Markteinführung des DVB-T-Systems im wichtigen und interessanten Raum Berlin-Potsdam bereitzustellen. Es wurden daher folgende Ziele des Projekts festgelegt.
- Aufbau einer stabilen Übertragungsplattform für mindestens 5 TV-Kanäle mit zugehöriger Systemtechnik
- Verifikation der Betriebsfähigkeit des DVB-T Gesamtsystems und Einzelkomponenten im Versuchsfeld verschiedener Übertragungsmodi und Empfangssituationen (stationär, portabel, mobil)
- Untersuchung der Versorgung und der Empfangsbedingungen in stark bebauten Gebieten und nachfolgende Erweiterung auf umgebende ländliche Regionen Brandenburgs durch Versuche mit Gleichwellennetzen
- Erprobung der verschiedenen multimedialen Nutzungsformen (TV, Daten, Audio, Data Broadcast-Anwendungen)
- Erprobung von Endgeräten unterschiedlichster Konfiguration, auch PC auf der bereitgestellten DVB-T-Plattform
- Durchführen von Untersuchungen zur Markteinführungsstrategie unter Einbeziehung der beteiligten Programmveranstalter
- Erprobung und Optimierung der Planungs- und Prognosesoftware

## DVB-H-Pilotprojekt
Neben den beiden Vorgänger Pilotprojekten, führte die GARV mit der MABB und Sendernetzbetreiber T-Systems / Media&Broadcast auch ein DVB-H-Pilotprojekt durch. Begonnen hat das Pilotprojekt im Juli 2004. Im Herbst 2004 gab die mabb den UHF-Kanal 39 eigens für das DVB-H Projekt frei. Ziele des Projektes sind:
- Erprobung verschiedener Systemvarianten
- Gewinnung von Erkenntnissen über die Anforderungen an die Sende-Infrastruktur
- Prüfung einer möglichen Versorgung mit einem Gleichwellennetz
- Untersuchung des Empfangsverhaltens innerhalb von Gebäuden und Besonderheiten des mobilen Empfangs
- Prüfen von Vorschlägen für Inhalte und Dienste und die Analyse ihrer Markttauglichkeit
- Überprüfung und Entwicklung von benutzerfreundlichen Endgeräten
- Untersuchung der Probleme, die bei der Verknüpfung von Rundfunk und Mobilfunk auftreten; betrifft gleichermaßen die Bereiche Sendetechnik, Empfangsgeräte und Dienste.

Am 25. Februar 2005 erfolgte auf dieser Projektfrequenz die weltweit erste standardkonforme Ausstrahlung eines leistungsstarken DVB-H-Signals im Gleichwellenbetrieb. Die Sendeleistung der Sender Alexanderplatz und Schäferberg in Berlin betrug 20 bzw. 50 Kilowatt ERP. Die Medienanstalt Berlin-Brandenburg, MABB, Berliner Senat, T-Systems International und die GARV versuchen das Projekt in den Regelbetrieb zu überführen. Das Projekt wird im Rahmen des Innovationsförderprogramms vom Land Berlin gefördert.

## Einstellung
Die Tätigkeit der GARV wurde zum 31. Dezember 2006 eingestellt. Dies beschlossen die Gesellschafter, MABB, LRZ und RBB. Die Aufgaben der Gesellschaft zur Förderung der Rundfunkversorgung werden seit 1. Januar 2007 von den jeweiligen Landesmedienanstalten wahrgenommen.